# Cloux (Fluss)
Cloux (Pluraletantum) ist ein kleiner Fluss in Frankreich, der im Département Côte-d’Or in der Region Bourgogne-Franche-Comté verläuft. Der Fluss entspringt im Gemeindegebiet von La Rochepot, entwässert mit einem Bogen über Nord generell Richtung Ostsüdost und mündet nach rund 16 Kilometern im Gemeindegebiet von Merceuil als linker Nebenfluss in die Dheune, wo er auf das benachbarte Département Saône-et-Loire stößt. In seinem Mündungsabschnitt quert der Cloux die Autobahn A6.

## Orte am Fluss
(Reihenfolge in Fließrichtung)
- La Rochepot
- Baubigny
- Melin, Gemeinde Auxey-Duresses
- Derrière les Gamais, Gemeinde Saint-Romain
- Auxey-Duresses
- Meursault
- L’Hôpital de Mersault, Gemeinde Meursault
- Répand, Gemeinde Merceuil